# Białojany
Białojany (niem. Biallojahnen) – wieś w Polsce położona w województwie warmińsko-mazurskim, w powiecie ełckim, w gminie Ełk. 
W latach 1975–1998 miejscowość administracyjnie należała do województwa suwalskiego.

## Położenie wsi
Wieś położona jest w południowo-wschodniej części województwa warmińsko-mazurskiego, około 15 km na południowy zachód ou.

## Historia wsi
Niewielka osada, umieszczona pod hasłem Mathildenhof w Słowniku geograficznym Królestwa Polskiego i innych krajów słowiańskich, aczkolwiek bez żadnych szczegółów.
Wiadomo, że wieś istniała ok. 1574 roku. Musiała to być stosunkowo niewielka osada, gdyż w Słowniku geograficznym Królestwa Polskiego i innych krajów słowiańskich istnieje tylko wzmianka o wsi bez szczegółów.
W latach 1975–1998 należała administracyjnie do województwa suwalskiego. Ponowne zmiany podziału administracyjnego państwa umiejscowiły ją w powołanym 1 stycznia 1999 roku województwie warmińsko-mazurskim, w powiecie ełckim.